# Rhatta rhodochlaena
Rhatta rhodochlaena är en fjärilsart som beskrevs av George Francis Hampson 1905. Rhatta rhodochlaena ingår i släktet Rhatta och familjen nattflyn. Inga underarter finns listade.